# 小行星1694
小行星1694（1694 Kaiser）是一颗围绕太阳公转的小行星。1934年9月29日，亨德里克·范根特在约翰内斯堡发现了此天体。
該小行星以荷蘭天文學家弗雷德里克·凱澤命名。
这颗小行星的绝对星等为356.3640596801553等。